# Магазинное оружие

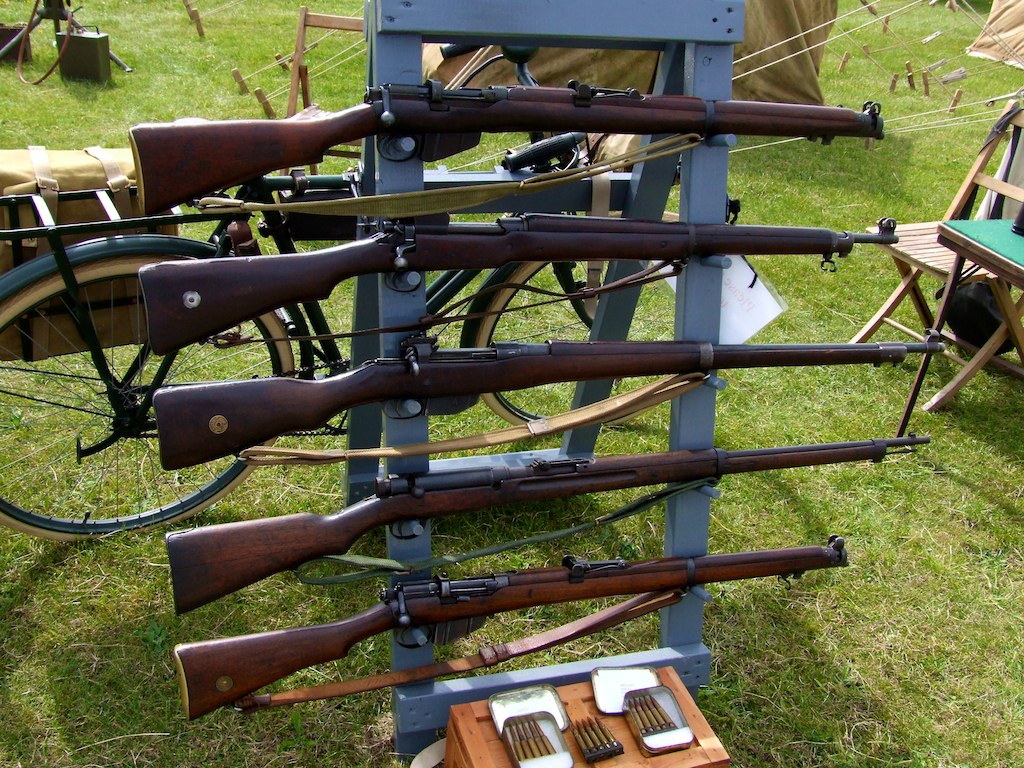
Стойка с магазинными карабинами

Магазинное оружие — стрелковое оружие — винтовки, ружья, пистолеты и револьверы — конструктивно оснащённые магазином, что упрощает процесс перезаряжания по сравнению с однозарядным оружием. 
Магазинное оружие подразделяется на самозарядное и несамозарядное. После появления самозарядного оружия и по мере того как практически всё современное оружие за редкими исключениями стало магазинным, термин «магазинное оружие» постепенно вышел из оборота.

## Разновидности
Наиболее распространённые системы несамозарядного магазинного оружия:

### По типу конструкции магазина
- со встроенным (неотъёмным) магазином, снаряжаемым вручную
  - патронной пачкой или обоймой
  - патрон за патроном
- со съёмным магазином

### По форме и конфигурации магазина
- револьверные
  - барабанные
  - на гибкой сцепке
- рядные (патроны располагаются поперек оси ствола)
  - вертикально (вверх или вниз)
  - горизонтально (влево или вправо)
- трубочные (патроны расположены продольно, передний край патрона упирается в донце гильзы следующего патрона)
  - подствольные (встроенные в цевьё)
  - встроенные в приклад

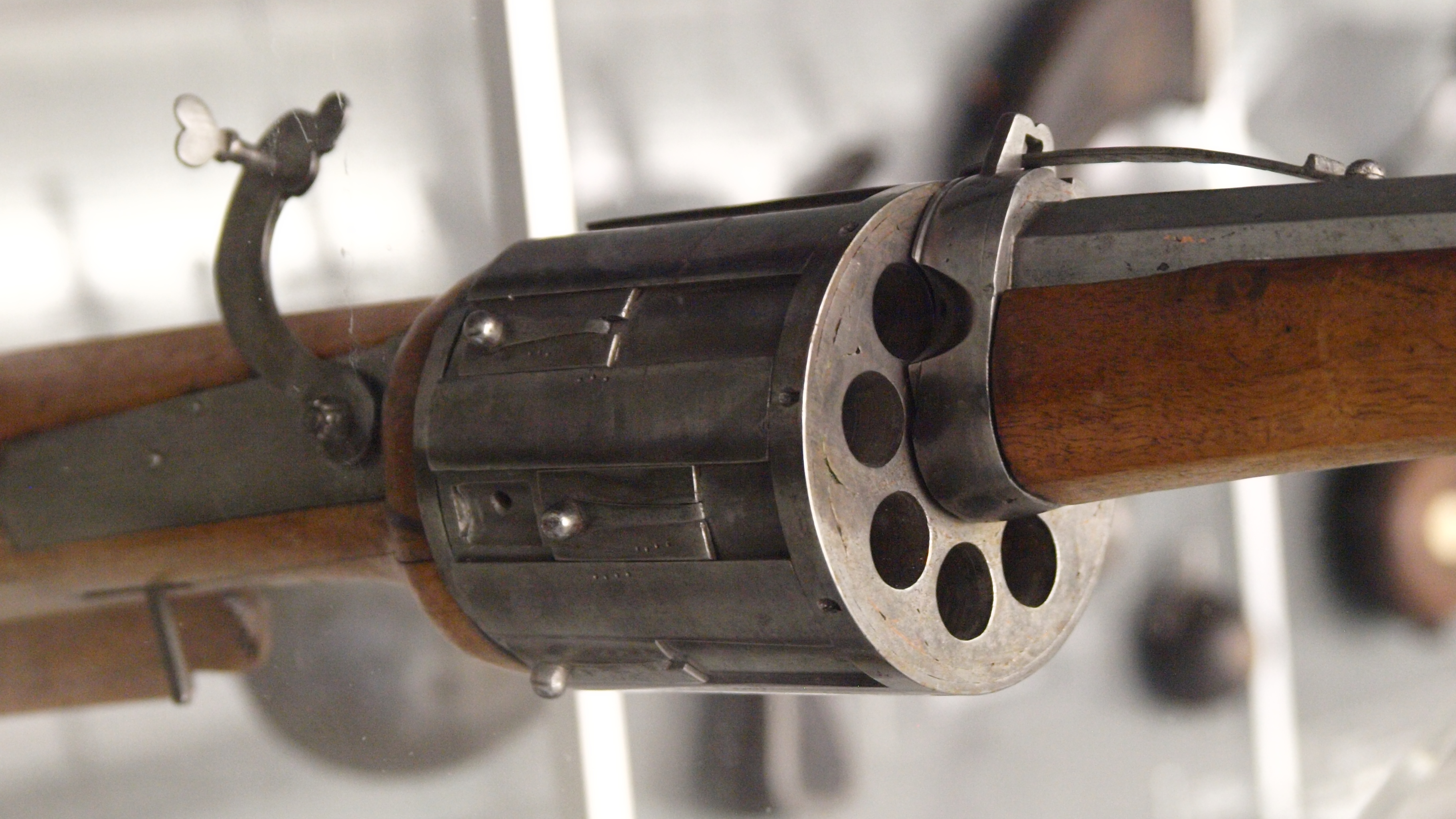
револьверный магазин барабанного типа.
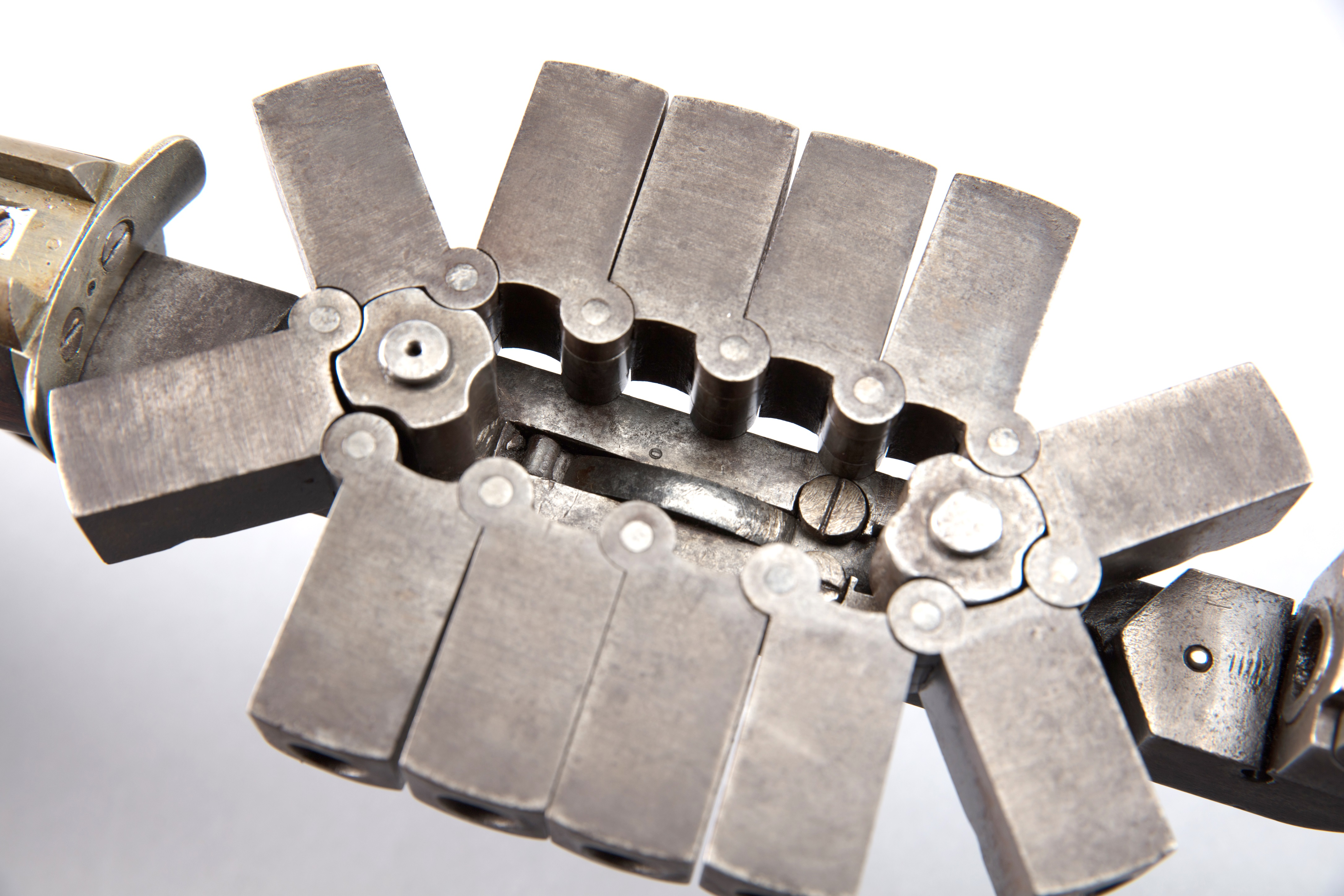
револьверный магазин Беннетт-Хэвиленд.
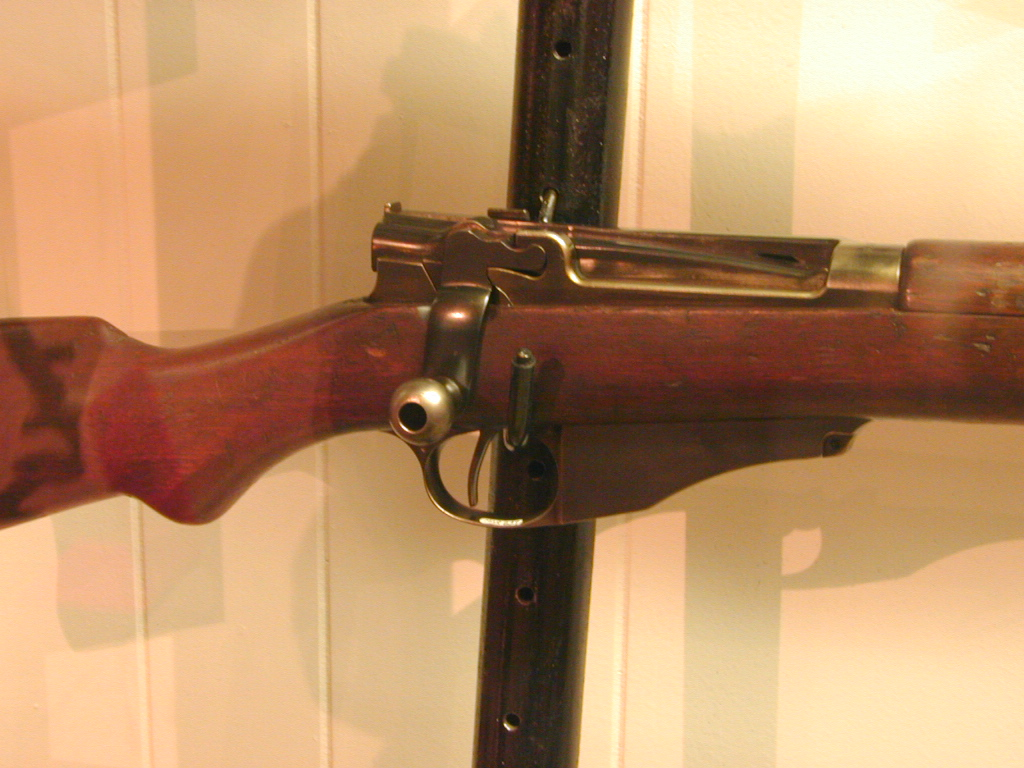
вертикальный магазин снизу.
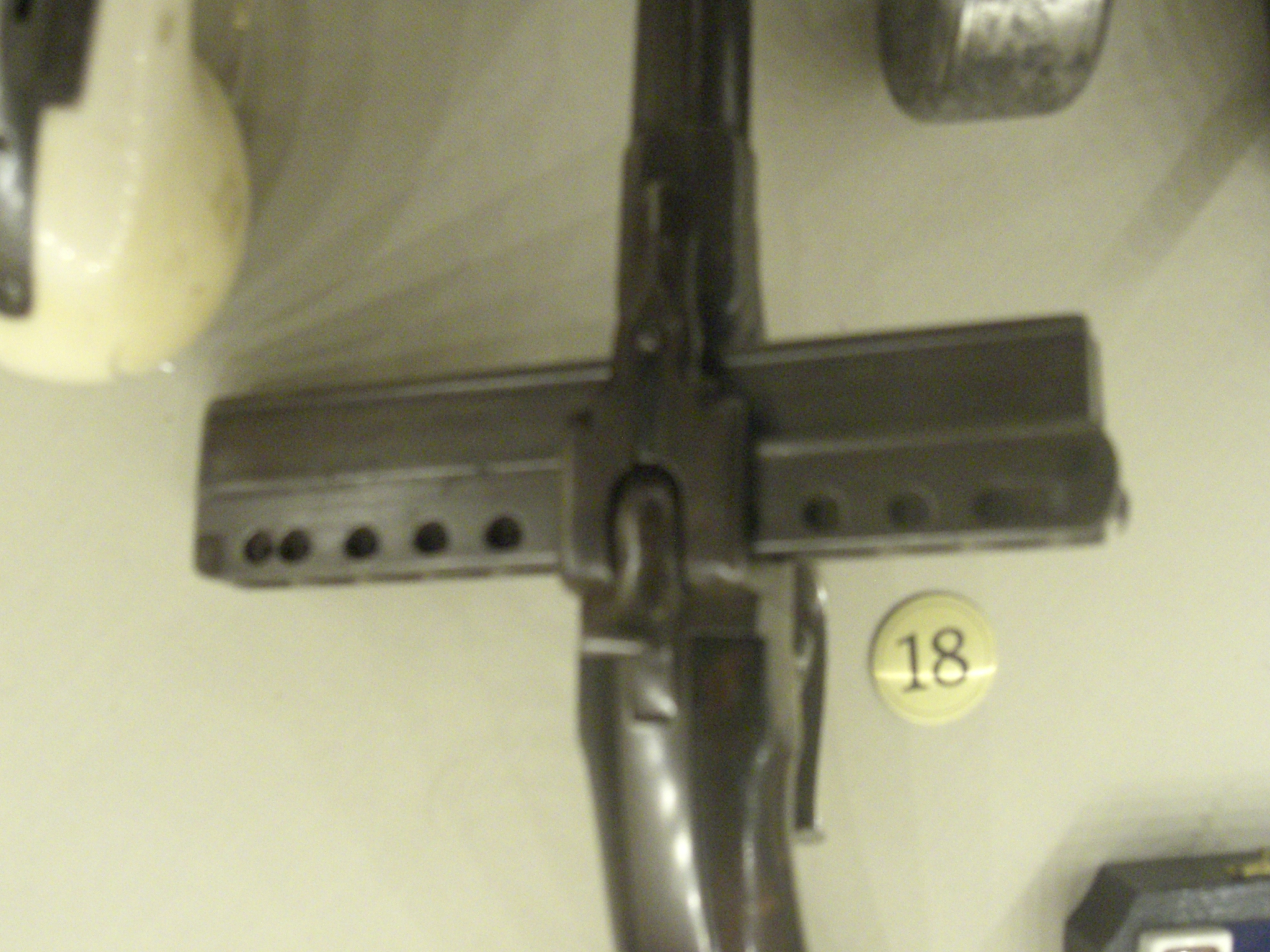
горизонтальный магазин.
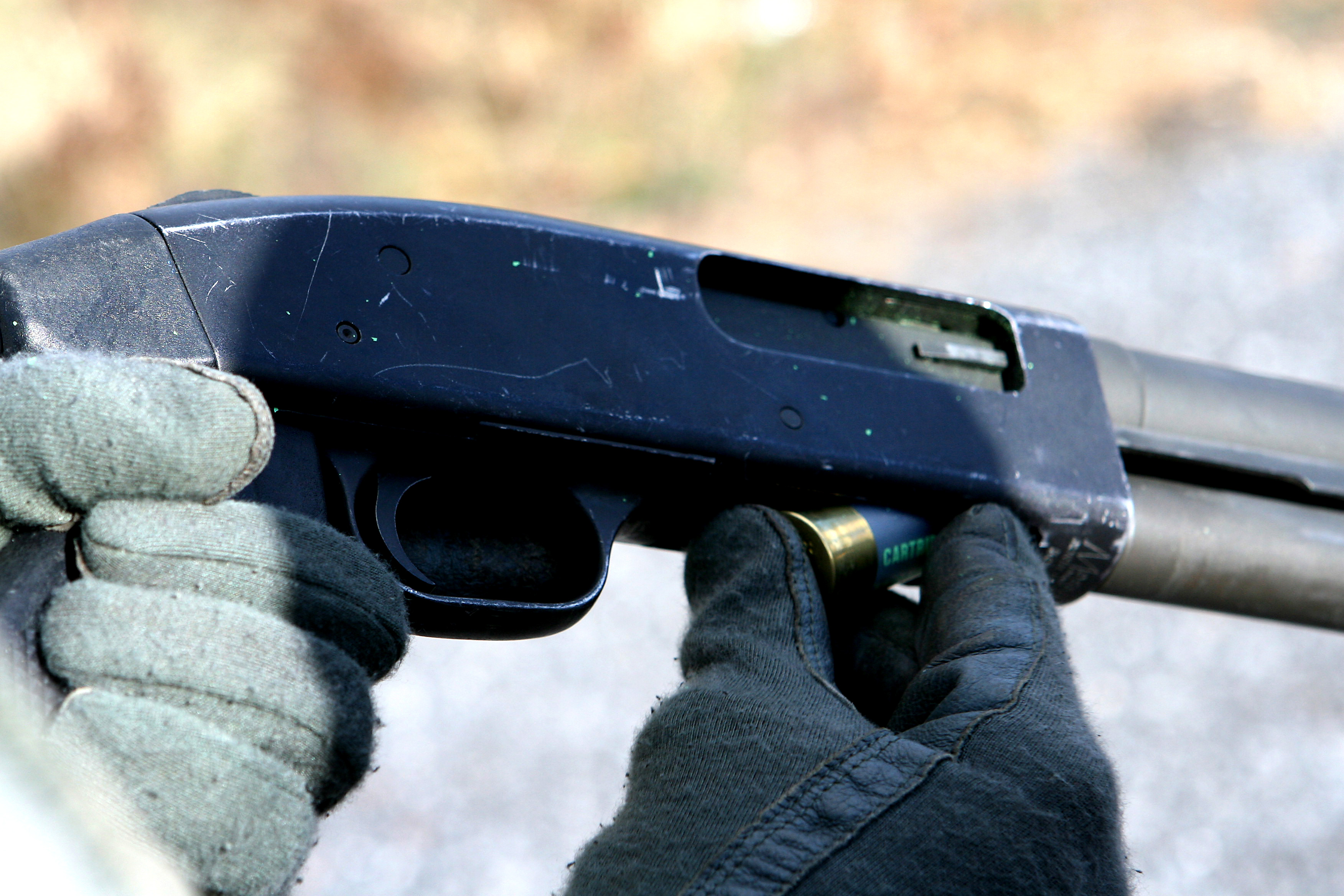
трубочный подствольный магазин.

### По типу механизма перезаряжания
- рычажные
- помповые

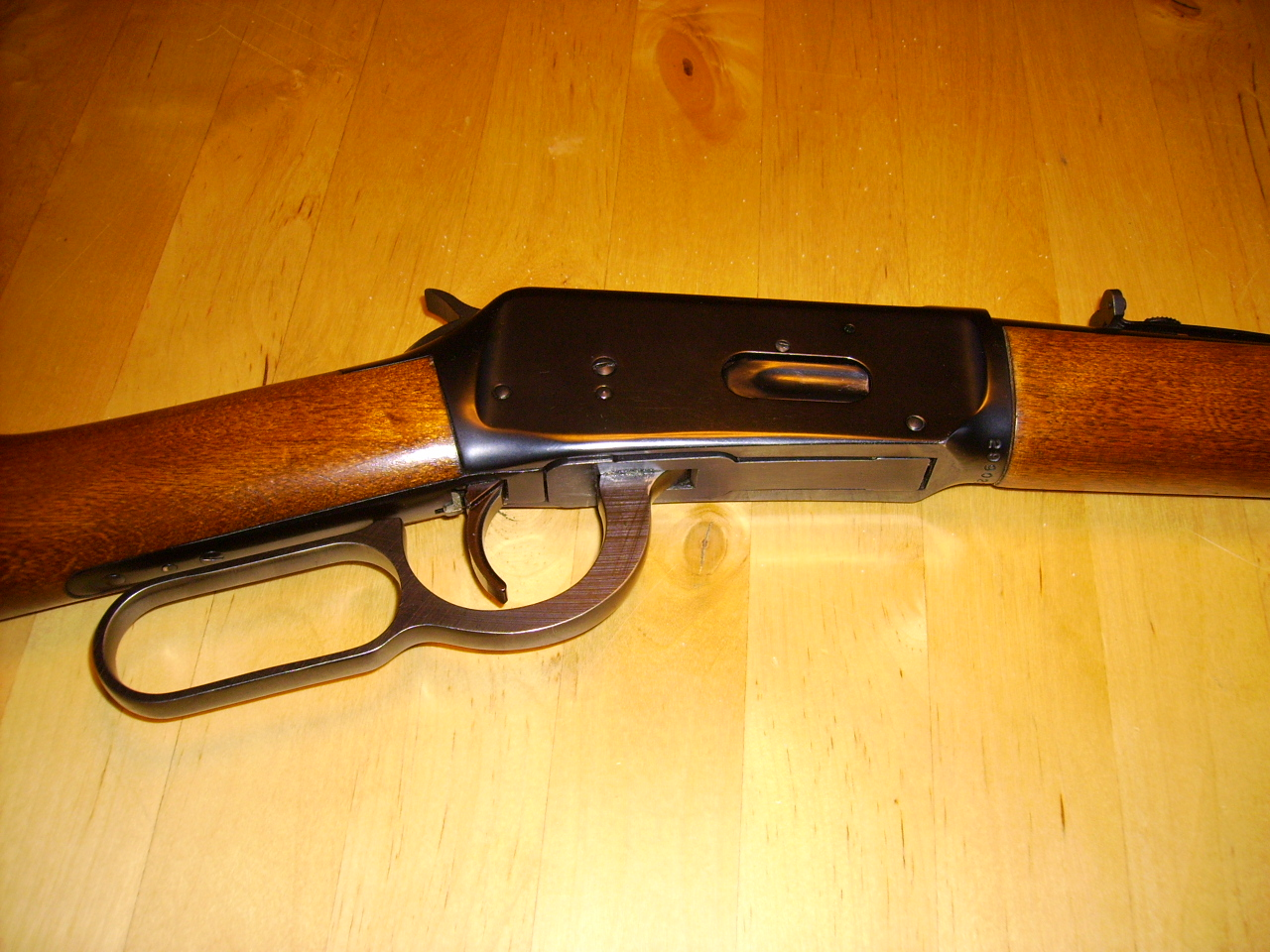
рычажная винтовка.
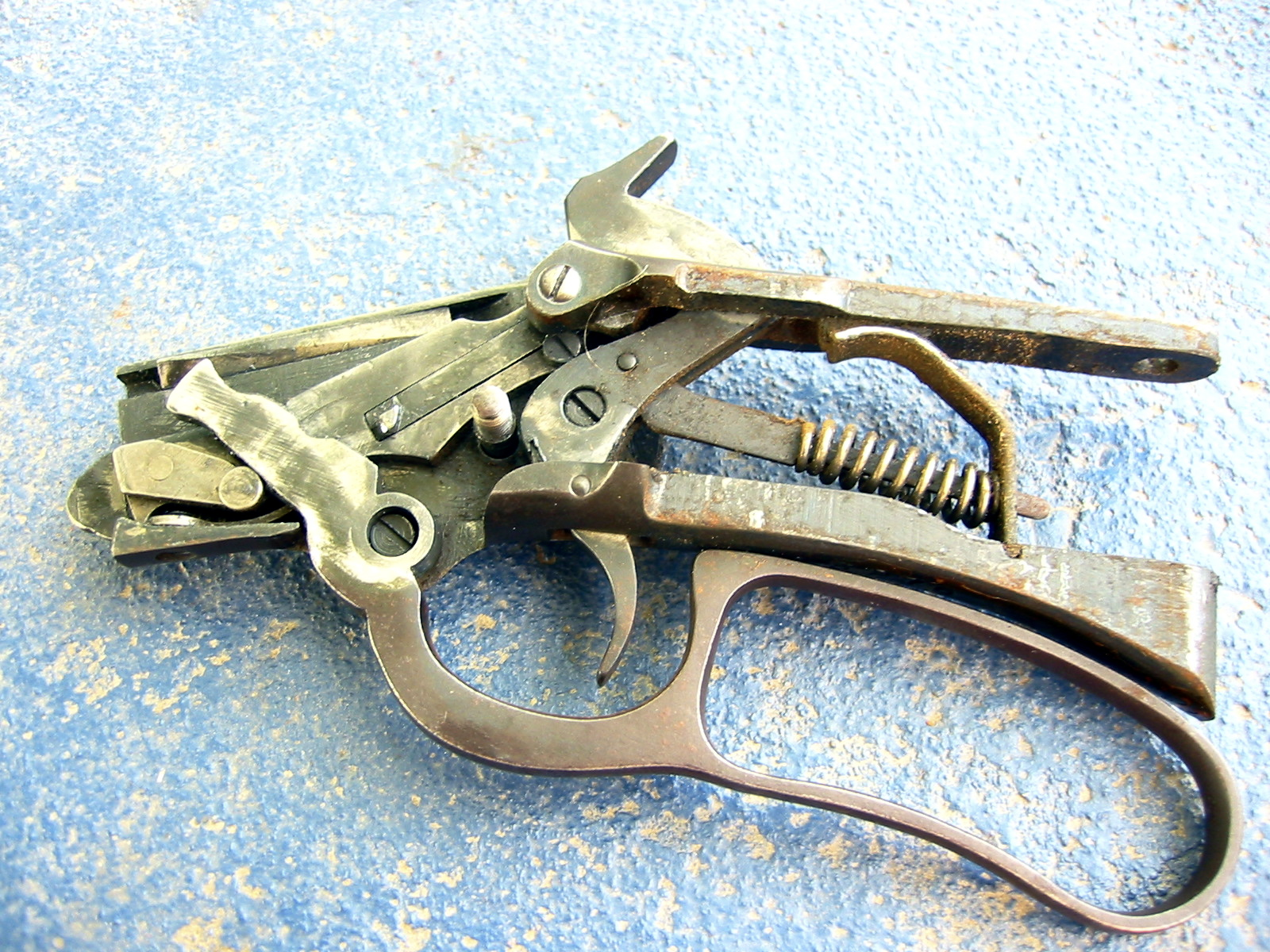
рычажный механизм.
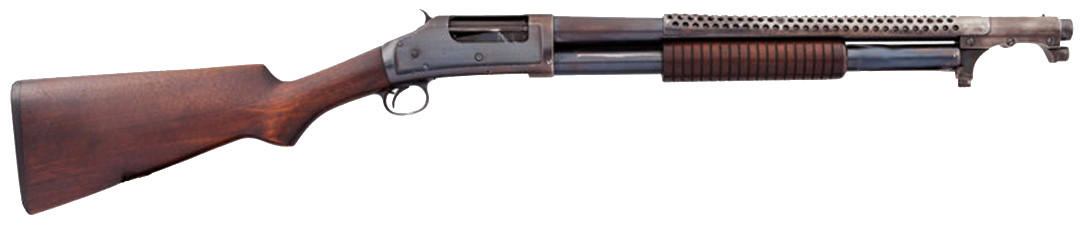
помповое ружьё.

### По типу затвора
- со скользящим затвором
- с клиновым затвором

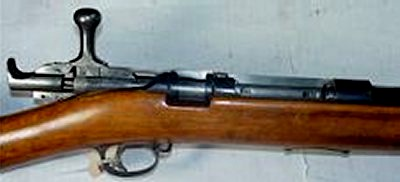
скользящий затвор
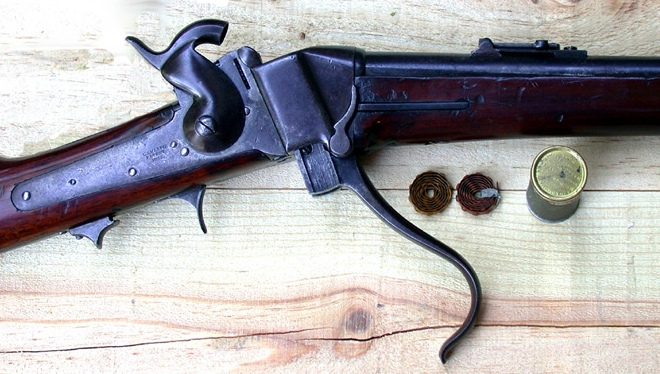
клиновый затвор

### По типу скобы
- скоба Спенсера. Впервые появилась на карабине Шарпса в 1853 году. Позже она появилась на винтовке Спенсера, ставшей самым распространённым оружием войны Севера и Юга. Представляет собой скобу в виде подвижной спусковой скобы, иногда имеющей на конце кольцо. Во время перезарядки стрелок должен двинуть от себя скобу, чтобы гильза покинула пределы оружия и новый патрон из прикладного магазина отправился в патронник, а затем вернуть назад, чтобы патрон подался в патронник, и взвести курок.
- скоба Генри. Впервые появилась на пистолете Волканик системы Дэниэла Вессона. В 1860 году инженер фирмы Оливера Винчестера, Б. Генри, приспособил подствольный магазин и увеличенную в размерах скобу под свою винтовку, получившую распространение во время войны. Дальнейшим развитием затвора стали винтовки Winchester Model 1866 (введено окно для заполнение магазина патронами), Winchester Model 1873 (бронзовая ствольная коробка заменена на стальную, патроны кольцевого воспламенения заменены на центральное), Winchester Model 1885, Winchester Model 1886 (винтовка, имевшая самый крупный калибр), Wiinchester Model 1892, Winchester Model 1894 и Winchester Model 1895. Последняя, в отличие от всех остальных, имеет неотъёмный коробчатый магазин, а не подствольный. Было создано и дробовое ружьё под данный затвор — Winchester Model 1887. Затвор имеет принципиально то же устройство, что и скоба Спенсера, но в скобе Спенсера стрелок должен взводить курок отдельно, в отличие от скобы Винчестера, с другой стороны, во всех винтовках и ружьях Винчестера, за исключением модели 1895, патроны необходимо заряжать по одному, между тем как винтовку Спенсера можно было наполнить обоймой.

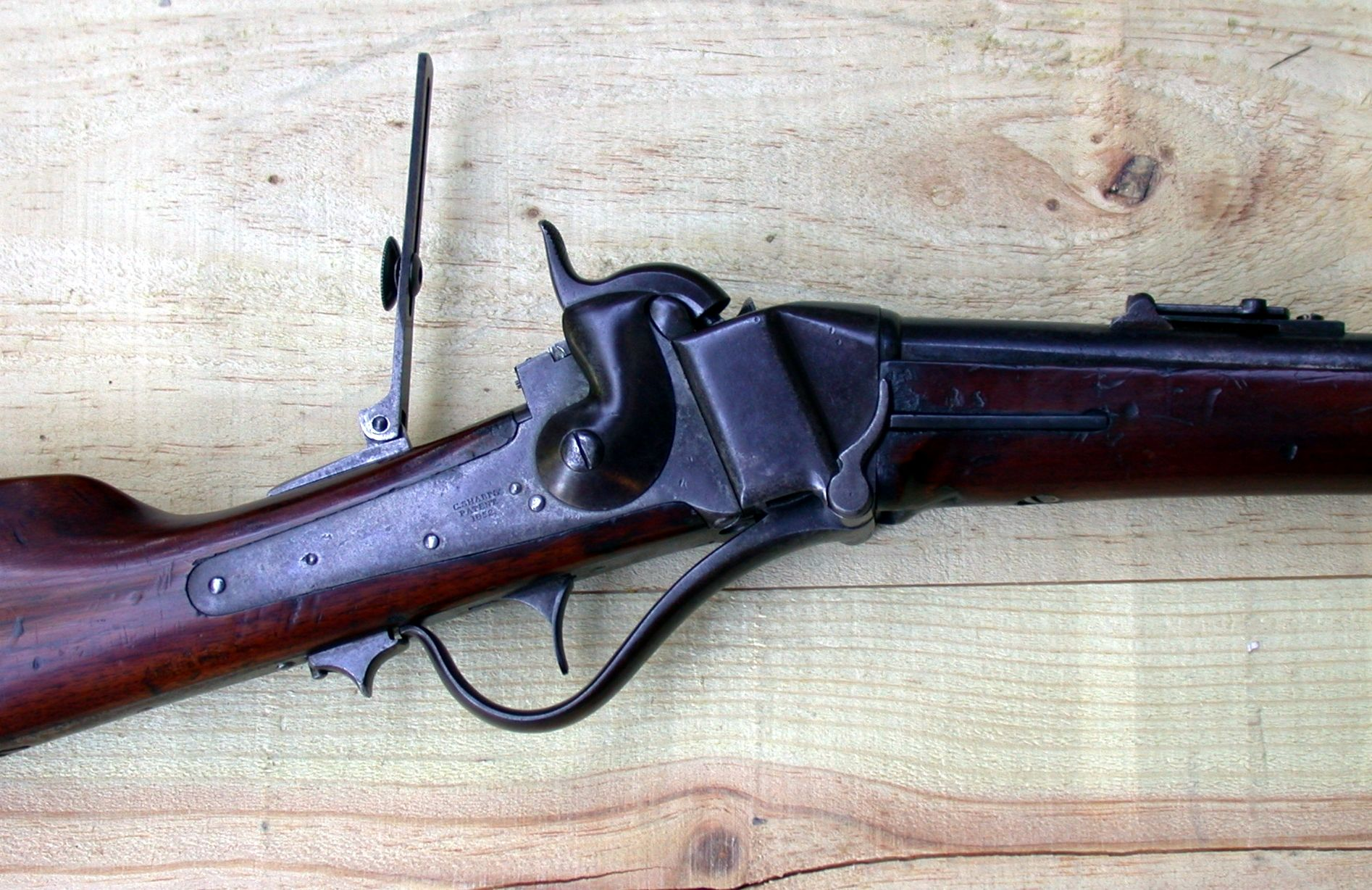
скоба Спенсера.
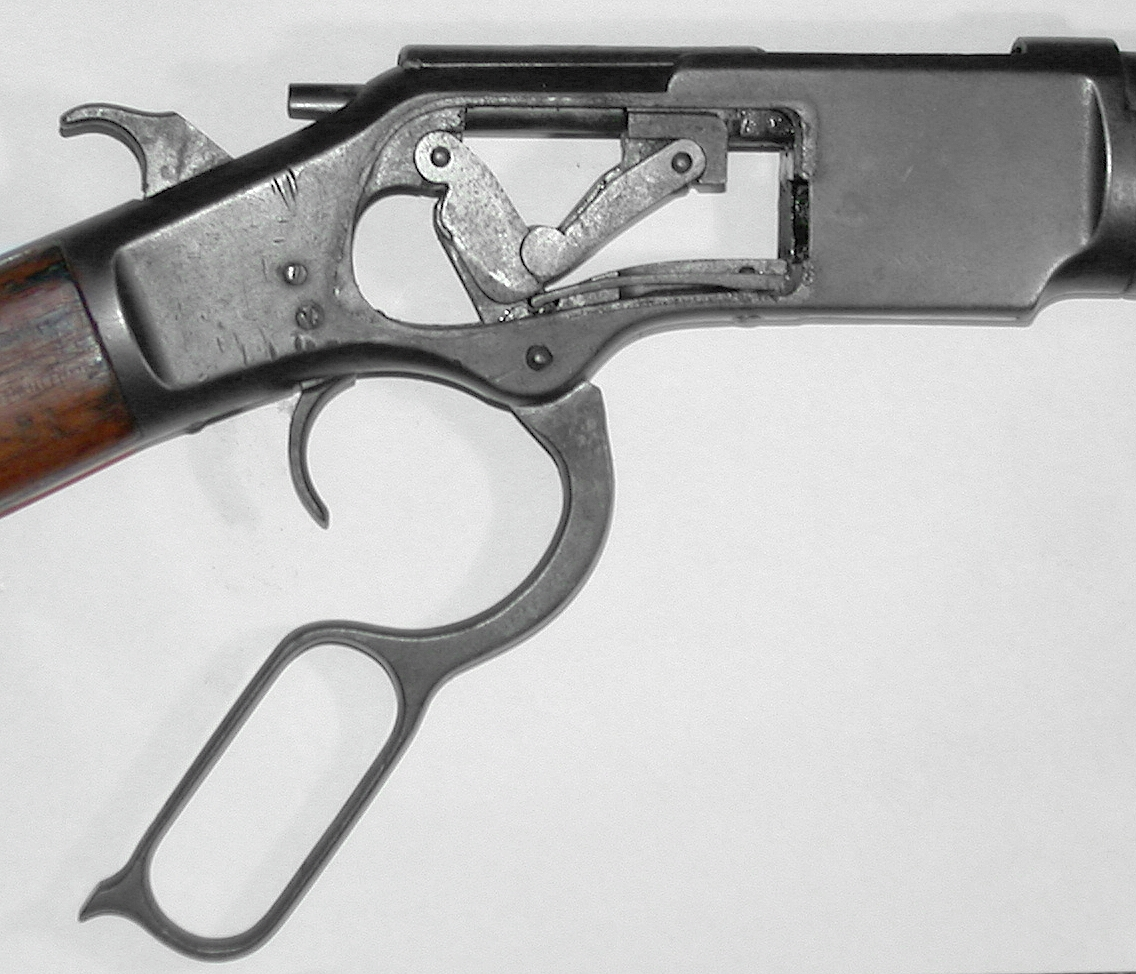
скоба Генри.
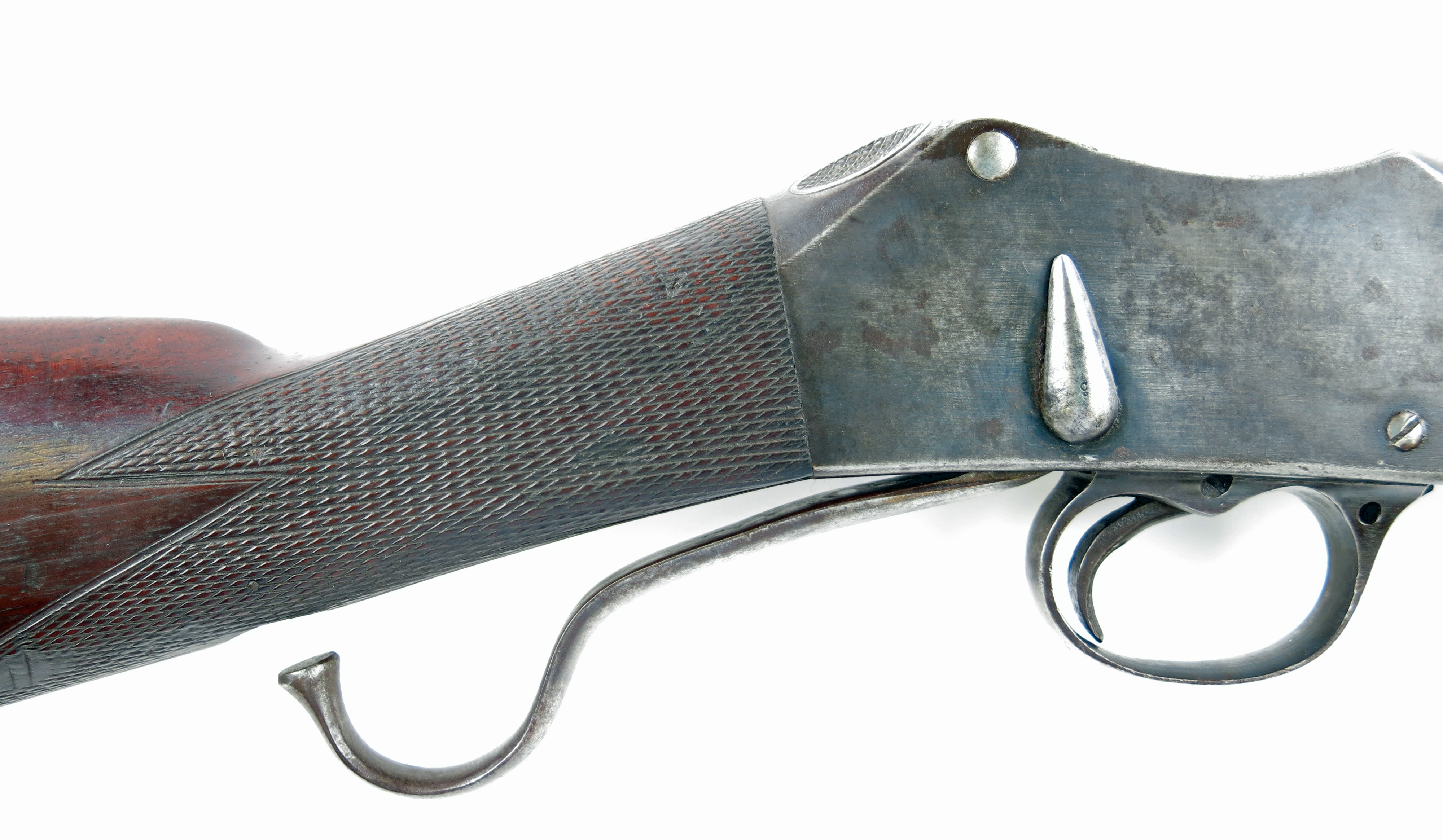
скоба Мартини-Генри.